# Lenguas xincas
El xinca es un grupo de cuatro lenguas habladas por los pueblos xinca. Estas cuatro lenguas están tan estrechamente emparentadas que a veces se las ha considerado una sola lengua, razón por la cual a veces colectivamente se les denomina idioma xinca. Todas las variedades de xinca conocidas se hablan en Guatemala, y en la actualidad una está extinta y las otras tres casi extintas. Antiguamente estas lenguas fueron habladas en un área bastante más amplia que la testimoniada históricamente, cosa que se conoce por la toponimia, llegando incluso su dominio hasta Honduras y El Salvador.

## Aspectos históricos, sociales y culturales

### Época antigua
Aunque el área documentada modernamente como área xinca a partir del siglo XVIII es muy restringida y se reduce básicamente a los departamentos guatemaltecos de Jutiapa y Santa Rosa cerca de la costa SE de Guatemala, la evidencia toponímica muestra que el territorio que el xinca ocupó en el pasado fue mucho más amplio. Por ejemplo los departamentos de Guatemala, se encuentra topónimos como:
Ayampuc < ay- 'lugar de' + ampuk 'serpiente' (Ayampuc está sobre una cresta de tierra en forma de serpiente).
Masagua <masa- 'piña' + wa 'lugar' "Lugar de la Piña" (En el Lienzo de Quauhquechollan, en la zona de Escuintla se muestra una piña rodeada de un foso, demostrando que la toponimia es correcta.)
Ipala < ipal'a 'baño' (el volcán de Ipala tiene un lago en el cráter).
Sanarate, Sansare, Sansur; todos ellos con el prefijo locativo ṣan- que es un locativo.
También en el nombre original de algunas localidades repobladas por hablantes de náhuat se observa el mismo prefijo, Santa María Ixhuatan se llama en xinca ṣan-piya 'lugar de jarras (piya)' y Pasaco se llama ṣan-paṣaʔ.
Mucho más al sur existen otros topónimos que sugieren que el xinca se extendía a toda la costa de El Salvador y sureste de Honduras. El arqueólogo y etnógrafo mayanista Eric S. Thompson, identificó una serie de topónimos en -agua, -ahua, -gua y -hua que el identificó con un pueblo premayense desconocido, que llamó "los aguas" y que fueron desplazados más tarde por pueblos mayas que hablaban principalmente chortí. Una revisión de esos nombres revela que parecen contener la terminación xinca -ṣawi 'pueblo, habitar'. Algunos de estos topónimos son: Xagua, Jagua, Anchagua, Sasagua, Eraxiagua (< ira-ṣawi 'pueblo grande'). En El Salvador se encuentran los topónimos Conchagua y Comasagua; y en Honduras, Manzaragua.

### Época colonial

Pueblos indígenas que habitaban el territorio salvadoreño en tiempos de la conquista: 1. Nahuas, 2. Potones o Lencas salvadoreñas, 3. Kakawiras o Cacaoperas, 4. Xincas, 5. Mayas Chortis, 6. Mayas Pokomames, 7. Chorotegas.

En el siglo XVI el territorio xinca se extendía desde la costa del océano Pacífico hasta las montañas de Jalapa. En 1524 la región fue sometida por los españoles. Muchos xincas fueron hechos exclavos o fueron obligados a participar en la conquista del territorio de El Salvador, que en ese tiempo estaba pueblos de origen nahua. A esa época se remontan el nombre de "Los Esclavos", que nombra a una ciudad y un río en la región de Cuilapa (Santa Rosa, Guatemala).
Después de 1575, se aceleró el proceso de asimilación y genocidio cultural de los xincas, principalmente por el régimen de deportación a otras regiones y la emigración a la región de grupos de otras regiones. Eso contribuyó fuertemente a la reducción del número de hablantes de las diferentes variantes de xinca. Así por ejemplo existen evidencias en la región San Cristóbal Acasaguastlán (El Progreso) en 1576 se hablaba alagüilac (tlacacebatleca) que según Campbell sería una lengua emparentada con el xinca, pero hacia finales del siglo XVII se hablaba Idioma Náhuat. Una de las primeras menciones explícitas al xinca propiamente dicho es la del arzobispo Pedro Cortés y Larraz, que menciona el idioma xinca en referencia a una visita a la diócesis de Taxisco en 1769.

### Situación actual
En la actualidad el xinca está en peligro de desaparición. Algunas fuentes identifican un par de centenares de hablantes, mientras que otras lo dan por extinto, cosa que no es totalmente cierta. Las cifras de hablantes son muy confusas, algunos estudios recientes, han encontrado hablantes en siete municipios, en Santa Rosa y Jutiapa. In 1991 se informó que sólo quedaban 25 hablantes, pero en 1997 se dio la cifra de 297 hablantes.[cita requerida] El censo oficial de 2002 habla de 16 214 Xincas dentro del grupo étnico, de los que sólo 1283 serían hablantes de xinca según la misma fuente.

## Clasificación
Las lenguas xincas son algunas de las pocas lenguas de Guatemala que no pertenecen a la familia maya. L. Campbell y otros aseguran que la reconstrucción del xinca «se puede visualizar como posible mediante métodos de lingüística histórica y arqueología lingüística, que pueden ser aplicados por equipos de lingüistas dedicados a este campo».

### Lenguas de la familia
Kaufman distingue variedades de xinca diferenciadas y relacionadas geográficamente con el departamento de origen:
- Departamento de Santa Rosa
  - 1. Chiquimulilla (10)
  - 2. Guazacapán (100-200 hablantes como lengua materna, todos ellos de edad avanzada)
  - 3. Jumaytepeque (menos de 10 hablantes en el año 2000, todos ellos mayores de 65 años)
- Departamento de Jutiapa
  - 4. Yupiltepeque (extinto o posiblemente asimilado por el Idioma náhuat y de posterior desaparición junto este).

Hay por lo menos tres lenguas distintas conocidas en esta familia y cada una de ellas tiene su propia gramática: la de Guazacapán, la de Chiquimulilla y la de Jumaytepeque.

### Relación con otras lenguas
Desde que Lehman (1920) propuso que el xinca y el lenca estaban relacionados ha sido frecuente encontrar dicha propuesta en la literatura, aun cuando la propuesta original de Lehman relacionaba el xinca, el lenca, el mixe-zoque, el tequistlateco y el chumash-salinero (actualmente las otras relaciones de esta propuesta han sido desechadas, y se considera que el tequistlatico podría estar relacionado muy remotamente con el lenguas chumash y otras lenguas hokanas).
Sin embargo, Campbell analiza la evidencia para la relación casi universalmente aceptada del xinca y el lenca, no se han aportado datos adicionales a la propuesta de Lehman que es extremadamente débil y se basa en un puñado de palabras con parentescos superficiales, entre las que no parece que se puedan establecer correspondencias fonéticas regulares. De hecho un trabajo reciente de Adolfo Constenla Umaña ha revelado una relación del lenca con la familia misumalpa y la familia chibcha.
El único parentesco probable del xinca moderno, es con el antiguo alagüilac o tlacacebatleca hablado en el El Progreso al menos hasta final del siglo XVI, que parece ser esencialmente una variedad de xinca.

## Características comunes

### Fonología
El inventario fonológico de las lenguas xincas es diferente de una variante a otra y no existe acuerdo entre los diversos autores que han hecho trabajo de campo sobre las diferentes variantes, pero con diferencias menores el inventario consonántico es:
|                | Bilabial  | Bilabial | Alveolar | Alveolar | Palatal  | Palatal | Velar    | Velar  | Glotal |   |
| Simple         | Implosiva | Simple   | Eyectiva | Simple   | Eyectiva | Simple  | Eyectiva | Simple |        |   |
| -------------- | --------- | -------- | -------- | -------- | -------- | ------- | -------- | ------ | ------ | - |
| Oclusivas      | p         | p’       | t        | t’       |          |         | k        | k’     | ʔ      |   |
| Africadas      |           |          |          | ʦ’       | (ʧ)      |         |          |        |        |   |
| Fricativa      |           |          | s        | s        | ʃ        | ʃ       |          |        | h      | h |
| Nasales        | m         | (m’)     | n        | (n’)     |          |         |          |        |        |   |
| Líquidas       |           |          | l, (ɬ) r | l, (ɬ) r |          |         |          |        |        |   |
| Deslizamientos |           |          |          |          | j        | (j’)    | w        | (w’)   |        |   |

Los fonemas entre paréntesis no aparecen en todos los autores y existen dudas sobre si son alófonos o deben considerarse unidades fonémicas distintivas.
En cuanto a las vocales existirían seis timbres vocálicos con oposición de cantidad así el inventario es:
|       | Anterior | Anterior | Central | Central | Posterior | Posterior |
| Corta | Larga    | Corta    | Larga   | Corta   | Larga     |           |
| ----- | -------- | -------- | ------- | ------- | --------- | --------- |
| Alta  | i        | iː       | i       | iː      | u         | uː        |
| Media | e        | eː       |         |         | o         | oː        |
| Baja  |          |          | a       | aː      |           |           |

### Alfabeto Xinca
El alfabeto Xinka es un alfabeto práctico y fonémico, donde cada grafema o digrafía corresponde a un fonema. Hace uso de letras compatibles con el alfabeto utilizados en los idiomas Mayas. Sin embargo, existen dos grafemas en el idioma Xinka que deben resaltarse, ya que no tienen una equivalencia directa con lo que se pueda encontrar en diferentes idiomas Mayas: las consonantes <lh>, <'> y la vocal <ü>. Estas tres tienen su valor en el Alfabeto Fonético Internacional (AFI), siendo respectivamente /ɬ/, /ʔ/ y /ɨ/.
Para la descripción del alfabeto del idioma Xinka se puede usar un orden fonético distinto al del español, basado en el lugar y manera de articulación de los fonemas, lo que daría el siguiente orden: p, t, k, k’, ', ch, tz’, m, n, s, x, h, lh, l, r, w, y, i, ü, u, e, o, a.
Sin embargo para fines prácticos de elaboración de vocabularios, podemos ordenar las letras de manera tradicional y paralela al español, siendo:
a, aa, ch, e, ee, h, i, ii, k, k’, l, lh, m, n, o, oo, p, r, s, t, tz’, u, uu, ü, üü, w, x, y, ’.
| Grafema /AFI/ | Ejemplo Xinka Español | Grafema /AFI/ | Ejemplo Xinka Español | Grafema /AFI/ | Ejemplo Xinka Español   |
| ------------- | --------------------- | ------------- | --------------------- | ------------- | ----------------------- |
| a /a/         | ’ayma maíz            | e /e/         | ’elha nuevo           | i /i/         | ’ixiwa naturaleza, vida |
| o /o/         | ’ololo’ blanco        | u /u/         | ’uray fuego           | ü /ɨ/         | sü’ma negro             |
| aa /a:/       | paawak ceiba          | ee /e:/       | seema pescado         | ii /i:/       | miixa corazón           |
| oo /o:/       | toolo’ amarillo       | uu /u:/       | puumu incienso        | üü /ɨ:/       | küüxa mitad, parte      |
| h /h/ /x/     | hahi aguacate         | k /k/ /g/     | naki chile            | l /l/         | tila sal                |
| m /m/         | mapu tortilla         | n /n/ /ŋ/     | naru tierra           | p /p/ /b/     | pahata gracias          |
| r /ɾ/         | pari día              | s /s/         | suru’ru sur           | t /t/ /d/     | tawu’ viento            |
| w /w/ /g/     | wona cerro            | x /ʃ/         | xinak frijol          | y /j/         | ’uy agua                |
| ch /t͡ʃ/       | chikwit canasto       | lh /ɬ/        | lhimik ocote          |               |                         |
| k’ /kʼ/       | pak’a guanabana       | tz’ /t͡s’/     | tz’iriri’ rojo        | ’ /ʔ/         | ’a’u maíz desgranado    |

### Armonía Vocálica
Las palabras en Xinka se dividen en tres grupos debido al proceso fonológico de armonía vocal, lo cual quiere decir que ciertas vocales pueden suceder juntas, y otras vocales no pueden suceder juntas en la formación de palabras.
| # GRUPO | DESCRIPCIÓN                      | XINKA                    | ESPAÑOL                  |
| ------- | -------------------------------- | ------------------------ | ------------------------ |
| Grupo 1 | Palabras con las vocales i, u, a | hulhuri muxpamalh ’itulh | ardilla paloma pulga     |
| Grupo 2 | Palabras con las vocales e, o, a | elhaha ’ololo’ ’otek     | lengua blanco cama       |
| Grupo 3 | Palabras con las vocales ü, a    | ’üra hürü k’üxü          | grande perico murciélago |

### Comparación léxica
Los numerales siguientes muestran la algunos cambios fonéticos entre las lenguas chinantecas y la divergencia entre las mismas:
| GLOSA    | Xinca de Guazacapán | Xinca de Chiquimulilla | Xinca de Sinacatán | Xinca de Jumaytepeque | Xinca de Yupiltepeque | Xinca de Jutiapa | PROTO- XINCA |
| -------- | ------------------- | ---------------------- | ------------------ | --------------------- | --------------------- | ---------------- | ------------ |
| 'uno'    | ʔikaɬ               | ʔik(ʔ)aɬ               | ʔika               | kaɬ                   | ʔikal                 | ʔikal            | *ʔikaɬ       |
| 'dos'    | piʔ                 | piʔ(ar)                | ti                 | piʔar                 | piʔar                 | piaʔr            | *piʔar       |
| 'tres'   | waɬ                 | waɬ                    | wala               |                       | waɬi                  |                  | *waɬi        |
| 'cuatro' | hiriya              | -iriya                 | hiria              | ʔiriʔar               | ʔiriʔar               | ʔiriʔar          | *?iriʔar     |
| 'cinco'  | pɨhɨ                | puhu                   | puh                |                       | pɨh                   | puhar            | *pɨh-        |
| 'seis'   | takaɬ               | takʔaɬ                 | takal              | takal                 |                       | takalar          | *takaɬ-      |
| 'siete'  |                     | pilwa                  | puhwa              |                       | puɬar                 | pulwar           | *pɨɬwa       |
| 'ocho'   |                     | hɨrte                  |                    |                       |                       | hɨɬar            | *hɨL-        |
| 'nueve'  |                     |                        | ʔuštu              |                       |                       |                  |              |
| 'diez'   |                     | pakʔiɬ                 | pakʔil             |                       |                       | pakilar          | *pakʔiɬ      |

### Derivación De Palabras
La derivación es un proceso morfológico donde se usan sufijos y otros procesos para derivar o formar 
nuevas palabras. En el idioma Xinka existen varios sufijos que se añaden a raíces verbales para derivar 
sustantivos desde verbos. Estos son:
| SUFIJO | FUNCIÓN                                                                                   | PALABRA RAIZ        | PALABRA DERIVADA                                   |
| ------ | ----------------------------------------------------------------------------------------- | ------------------- | -------------------------------------------------- |
| /-lha/ | Agentivo: se refiere al agente que lleva a cabo la acción que indica la raíz.             | horo (cuidar)       | horolha (el que cuida "guardián")                  |
| /-k/   | Instrumental: se refiere al instrumento con el que se lleva la acción que indica la raíz. | xuwi (barrer)       | xuwik (con lo que se barre "escoba")               |
| /-wa/  | Locativo: se refiere al lugar donde se lleva a cabo la acción que indica la raíz.         | 'iwa (tortear)      | 'iwawa (lugar donde se tortea "tortillería")       |
| /-'/   | Estativo: se refiere al sujeto que se encuentra en el estado que indica la raíz.          | hoono (emborrachar) | hoono' (alguien que se ha emborrachado "borracho") |
| /-ki/  | Nominalizador: El verbo pasa a ser sustantivo.                                            | k'awu (cocinar)     | k'awuki (lo cocinado)                              |

## Breve vocabulario

### Relaciones sociales
| Vocablo       | Significado                       |
| ------------- | --------------------------------- |
| Mento         | Hola, buenos días                 |
| Ralh na pari' | Buen sol (Buenos días)            |
| Ralh nankun   | Buenas tardes                     |
| Ralh na sü'ma | Buenas noches                     |
| Lan'ak        | ¿Quién eres?                      |
| Kami          | Adiós                             |
| Akuk'pe       | Bienvenido                        |
| 'inti         | ¿Qué? ¿Cómo?                      |
| Alawuk        | Mañana                            |
| Hin           | No                                |
| Kami horo nay | Adiós, cuídese / Que le vaya bien |
| Pahata        | gracias                           |

### Economía
| Vocablo             | Significado     |
| ------------------- | --------------- |
| Tumin               | Dinero          |
| Kunu                | Comprar         |
| Ra kunu             | La comprare     |
| Na kunu             | Lo comprado     |
| Kunu' ynen          | Compra conmigo  |
| Kayikilha           | Vendedor        |
| Iwalh tuwa          | ¿Cuánto vale?   |
| Kayi                | Vender          |
| Nah mau hori' tumin | Él tiene dinero |

### Familia
| Vocablo      | Significado |
| ------------ | ----------- |
| Tatita       | Abuelo      |
| Poocha       | Abuela      |
| Tata         | Padre       |
| 'uta'        | Madre       |
| Xumu na'u    | Hijo        |
| Haya na'u    | Hija        |
| 'aya pantuu  | Suegro      |
| 'aya 'uxtil  | Suegra      |
| Lhak'uwa     | Yerno       |
| Payi         | Nuera       |
| Pantuu       | Cuñado      |
| Na'u         | Hijo        |
| Kürü         | Hermano     |
| Kumi         | Hijo menor  |
| Lhükün na'u  | Hijastro    |
| Lhapa        | Nieto (a)   |
| Papa'        | Tío         |
| 'anu'        | Tía         |
| Titika tata  | Padrino     |
| Titika 'uta' | Madrina     |
| Titika na'u  | Ahijado (a) |
| Hurak        | Hombre      |
| 'ayalha      | Mujer       |
| Xuraya       | Señorita    |
| Xurumu       | Muchacho    |
| Tuuri        | Niño (a)    |
| 'one         | Bebé        |

### Pronombres personales
| Singular | GLOSA      | Plural       | GLOSA          |
| -------- | ---------- | ------------ | -------------- |
| Nen      | 'yo'       | Neelhek      | 'nosotros'     |
| Naka     | 'tú'       | Naka ... 'ay | 'vosotros'     |
| Nah      | 'él, ella' | Nalhik'      | 'ellos, ellas' |